# カトリック福江教会
カトリック福江教会（カトリックふくえきょうかい）は、長崎県五島市（旧福江市）にある、キリスト教（カトリック）の聖堂。
下五島地区では信徒数が最も多い教会で、市内の教会の中心的な役割も担っている。
聖堂内陣の最上部にはイエス・キリストの大肖像画が飾られている。

## 沿革[1]
- 1914年 - 明治以降旧福江城下に五島各地から信徒が集まり、旧堂崎小教区から独立。
- 1962年 - 現聖堂献堂。同年の市中心部で発生した福江大火では、奇跡的にこの教会だけは焼失を免れ、焼け跡にそびえ立つ教会が、復興のシンボルとして被災者を勇気づけた。